# Гржибовские
Грибовские, Гржибовские, Гжибовские (пол. Grzybowski) — дворянский род.
Родом из Земли Закрочимской. Из них Амвросий Гржибовский прежде 1747 года владел там же поместьями Гржибово-Капусник, которые окончательно в 1788 году разделили между собой его наследники.

## Описание герба
В голубом поле серебряный крест, при концах которого по золотой звезде; над ним золотой полумесяц, рогами вверх.
В нашлемнике одна дворянская корона. Герб Гржибовский внесён в Часть 2 Гербовника дворянских родов Царства Польского, стр. 90.